# Comando das Forças Conjuntas da Albânia
O Comando das Forças Conjuntas da Albânia consiste no ramo das Forças Armadas da Albânia encarregado de proteger a integridade territorial da Albânia.